# Ronald Palomino
Ronald Palomino Galeana (* 20. Dezember 1998 in Cali) ist ein kolumbianischer Squashspieler.

## Karriere
Ronald Palomino spielte 2018 erstmals auf der PSA World Tour und gewann auf dieser bislang acht Titel. Seine höchste Platzierung in der Weltrangliste erreichte er mit Rang 70 am 29. August 2022. Mit der kolumbianischen Nationalmannschaft nahm er an den Weltmeisterschaften 2019 und 2024 teil und gehörte bereits 2018 zum kolumbianischen Aufgebot bei den Südamerikaspielen. Im Mixed sicherte er sich mit Catalina Peláez die Goldmedaille, während er mit der Mannschaft und im Doppel Bronze gewann. In der Doppelkonkurrenz trat er mit Juan Vargas an, musste dann aber verletzungsbedingt im Halbfinale durch Edgar Ramírez ersetzt werden. Die Südamerikaspiele 2022 schloss er im Einzel auf dem zweiten Platz ab, während er mit der Mannschaft erneut Dritter und im Mixed, diesmal mit Lucía Bautista, erneut Erster wurde. Bei den Panamerikanischen Spielen 2023 in Santiago de Chile gewann Palomino sowohl mit Juan Vargas im Doppel als auch mit der Mannschaft die Goldmedaille. 2024 wurde er im Doppel mit Juan Vargas sowie mit der Mannschaft jeweils Panamerikameister und erreichte auch im Einzel das Finale, das er gegen Diego Elías verlor.

## Erfolge
- Vizepanamerikameister: 2024
- Panamerikameister im Doppel: 2024 (mit Juan Vargas)
- Panamerikameister mit der Mannschaft: 2024
- Gewonnene PSA-Titel: 8
- Panamerikanische Spiele: 2 × Gold (Doppel 2023, Mannschaft 2023)
- Südamerikaspiele: 2 × Gold (Mixed 2018 und 2022), 1 × Silber (Einzel 2022), 3 × Bronze (Doppel und Mannschaft 2018, Mannschaft 2022)